# Кольвеза
Ко́львеза или Ко́лваз (нем. Kohlwesa; в.-луж. Kołwazо файле) — деревня в Верхней Лужице, Германия. Входит в состав коммуны Хохкирх района Баутцен в земле Саксония. Подчиняется административному округу Дрезден.

## География
Соседние населённые пункты: на северо-востоке — деревня Чорнёв, на юге — деревня Блоцаны, на западе — деревня Копорцы и на северо-западе — деревня Нечин.

## История
Впервые упоминается в 1363 году под наименованием Kolewas.
С 1957 по 1973 года деревня входила в состав коммуны Плотцен. С 1973 года входит в современную коммуну Хохкирх.
В настоящее время деревня входит в состав культурно-территориальной автономии «Лужицкая поселенческая область», на территории которой действуют законодательные акты земель Саксонии и Бранденбурга, содействующие сохранению лужицких языков и культуры лужичан.
Исторические немецкие наименования
- Kolewas(sinne), Kolwas, Colvas(sinne), 1363
- Colwaz, 1377
- Kolewachs, 1399
- Colewas, 1419
- Kolewass, 1437
- Colowas, 1492
- Cohlwese, Kollwäse, 1640
- Kohlwesa, 1791

## Население
Официальным языком в населённом пункте, помимо немецкого, является также верхнелужицкий язык.
Согласно статистическому сочинению «Dodawki k statisticy a etnografiji łužickich Serbow» Арношта Муки в 1884 году в деревне проживало 233 человека (из них — 210 серболужичан (90 %)).
Лужицкий демограф Арношт Черник в своём сочинении «Die Entwicklung der sorbischen Bevölkerung» указывает, что в 1956 году при общей численности в 236 человек серболужицкое население деревни составляло 31,4 % (из них верхнелужицким языком владело 58 взрослых и 16 несовершеннолетних).
| 1834 | 1871 | 1890 | 1910 | 1925 | 1939 | 1946 | 1950 |
| ---- | ---- | ---- | ---- | ---- | ---- | ---- | ---- |
| 198  | 216  | 207  | 171  | 204  | 167  | 238  | 254  |

## Достопримечательности
Памятники культуры и истории земли Саксония
- Могильное каменное распятие, позднее средневековье, (№ 09251714)
- Хозяйственные постройки (сарай, конюшня, здание крестьянского хозяйства и придорожное ограждение), Kohlwesa 2, первая половина 19 века (№ 09251667)
- Хозяйственные постройки (сарай и конюшня), Kohlwesa 6, первая половина 19 века (№ 09251654)
- Жилой дом с фонтаном, конюшня, Kohlwesa 7, 1830 год (№ 09251657)
- Жилой дом с конюшней, Kohlwesa 8, 1830 год (№ 09251656)
- Хозяйственные постройки (конюшня, здание), Kohlwesa 9, 1660 год (№ 09251655)
- Жилой дом с конюшней, Kohlwesa 18, первая половина 19 века (№ 09251403)
- Жилой дом с конюшней, Kohlwesa 21, 1848 год (№ 09251658)
- Жилой дом с конюшней, Kohlwesa 22, 1850 год (№ 09251660)
- Амбар крестьянского двора, Kohlwesa 23, 19 век (№ 09300774)
- Верхняя мельница, Kohlwesa 26, 1850 год (№ 09251665)
- Нижняя мельница, Kohlwesa 29, 1850 год (№ 09304344)

Галерея
- Верхняя мельница, Kohlwesa 26
- Нижняя мельница, Kohlwesa 29
- Могильное каменное распятие